# ヴァルター・ブルーノ・ヘニング
ヴァルター・ブルーノ・ヘニング（Walter Bruno Henning、1908年8月26日 - 1967年1月8日）は、ドイツ出身の東洋学者。とくに中期イラン諸語とマニ教の研究で知られる。

## 略歴
ヘニングは東プロイセンのラグニット（当時はドイツ帝国領、現在はロシアのカリーニングラード州ネマン）に生まれ、ポメラニアで育った。1926年にゲッティンゲン大学に入学した。はじめ数学を学んだが、数学の歴史に興味を持ったことからフリードリッヒ・カール・アンドレアスについてイラン学を学び、論文「トルファン文献の中期ペルシア語の動詞」によって1931年に博士の学位を取得した。アンドレアスが1931年に没すると、プロイセン科学アカデミーの要請により、未完に終わったトルファン文献の校訂・出版をヘニングが引きついだ。
婚約者のマリア・ポロツキーがユダヤ人だったため、1936年にナチス・ドイツを去ってイギリスへ引っこし、そこで結婚した。イギリスではハロルド・ウォルター・ベイリーの後任として東洋研究学院のイラン学講師の職についた。第二次世界大戦が始まると、ヘニングは敵国籍の人物として1940年からマン島に収容されたが、1年以内に解放された。
戦後、1954年にイラン諸語碑文の収集・出版のために「Corpus Inscriptionum Iranicum」が設立されるとその実行委員長に就任し、没するまでその任にあった。同年、イギリス学士院のフェロー(FBA)に選ばれた。1958年には東洋アフリカ研究学院の中近東言語文化学部の主任教授に就任した。
1961年にカリフォルニア大学バークレー校のイラン学教授に就任し、没するまでその職にあった。1967年に骨折が原因で肺うっ血を起こして死亡した。

## 研究内容・業績
ヘニングはアンドレアスによるトルファンのマニ教文書の校訂・出版作業を引きついだ。
- Mitteliranische Manichaica aus Chinesisch-Turkestan. Akademie der Wissenschaften. (1932,1933,1934)

また、自らマニ教ソグド語の研究を発表した。
- Ein manichäisches Bet- und Beichtbuch. Akademie der Wissenschaften. (1937)

ヘニングは「トカラ語」という名称を誤りとし、トカラ語Aをアルギ（焉耆）語とした。一方トカラ語Bはグティ（亀茲）語であり、「月氏」という漢字表記はグティの音訳であるとした。
- “Argi and the “Tocharians””. Bulletin of the School of Oriental Studies 9 (3):  545-564. (1938). JSTOR 608222.

また、ナクシェ・ロスタムのカアバイェ・ザルトシュトの3言語碑文（パフラヴィー語、パルティア語、ギリシア語、当初はパフラヴィー語部分しか知られていなかった）を研究し、これがシャープール1世がローマ帝国に勝利したことを記念する碑文であることを明らかにした。
- “The Great Inscription of Šāpūr I”. Bulletin of the School of Oriental Studies 9 (4):  823-849. (1939). JSTOR 607969.

ソグド語の語彙に関する主要な著書『ソグディカ』は、マン島に収容されている間に出版された。
- Sogdica. Royal Asiatic Society. (1940)

ヘニングは、オーレル・スタインの発見したソグド語古代書簡の年代を312-313年とした。
- “The Date of the Sogdian Ancient Letters”. Bulletin of the School of Oriental and African Studies 12 (3/4):  601-605. (1948). JSTOR 608717.

ヘニングはホラズム語研究の草分けだった。
- “The Khwarezmian Language”. Zeki Velidi Togan armağan. Istanbul. (1956). pp. 421-436

ヘニングはスルフ・コタルのバクトリア語碑文を解読し（「バクトリア語」という名前自体ヘニングによる）、この言語がクシャーナ朝の王の母語であると論じた。
- “The Bactrian Inscription”. Bulletin of the School of Oriental and African Studies 23 (1):  47-55. (1960). JSTOR 609886.
- “Surkh-Kotal und Kaniska”. Zeitschrift der Deutschen Morgenländischen Gesellschaft 115:  75-87. (1965).

ヘニングは中期イランのさまざまな文字で書かれた碑文に関する詳細な研究を著した。
- “Mitteliranisch”. Iranistik. Handbuch der Orientalistik. Leiden: Brill. (1958). pp. 20-130

歴史学の方面では、ザラスシュトラの時代と出身地を考察したが、他の学者は必ずしも賛成していない。
- Zoroaster, Politician or Witch-doctor?. Oxford University Press. (1951)（1949年の講義を書物にしたもの）

また、『摩尼光仏教法儀略』を使用してサーサーン朝の王の在位年とマニの生卒年を確定しようとした。
- “The Compendium of the Doctrines and Styles of the Teaching of Mani, the Buddha of Light”. Asia Major, New Series 3 (2):  184-212. (1953).（G. Haloun と共著）